# Рыбников, Николай Александрович
Николай Александрович Рыбников (1880—1961) — русский и советский психолог и педолог, член-корреспондент АПН РСФСР (1947), доктор педагогических наук (по психологии), профессор (1945).

## Биография
Родился 16 (28) октября 1880 года в селе Верхний Якимец Ряжского уезда Рязанской губернии (ныне Александро-Невский район Рязанской области).
Учился в начальной школе. Затем занимался самообразованием и в 1905 году экстерном сдал экзамены за полный гимназический курс в 10-й Московской гимназии, получив «свидетельство зрелости». В 1910 году окончил историко-филологический факультет Московского университета. За работу на тему «Экспериментальное исследование той стороны памяти или внимания, которое может иметь педагогическое значение» он был удостоен премии Володи Павлова, конкурс на которую был объявлен в 1909 году историко-филологическим факультетом. Ещё с 1908 года Рыбников исполнял обязанности ассистента своего учителя Г. И. Челпанова в практикуме по экспериментальной психологии.
В журнале «Вопросы философии и психологии», начиная с 1911 года он регулярно публиковал рецензии и обзоры, в числе которых были рецензии на книги Г. И. Россолимо (№ 108) и Ф. Е. Рыбакова. В журнале «Для народного учителя» печатались его рецензии, обзоры, рефераты в помощь учителям. В журнале «Педагогическое обозрение» (№ 8. — 1912) была напечатана аннотация доклада Рыбникова, прочитанного в Московском педагогическом кружке, в котором он показал тяжелое положение с умственным развитием детей, поступавших в московские городские школы. В 1913 году он опубликовал большой обзор журнальной и книжной психологической литературы (по материалам хроники педагогических съездов и конгрессов); Рыбников периодически освещал тематику и содержание докладов, читавшихся в Психологическом обществе.
В Академическом кружке самообразования при обществе бывших воспитанников Императорского Московского коммерческого училища в 1911 году он читал курс психологии, состоявший из восьми лекций, посвящённых памяти, умственной работе и утомлению, ощущениям, методам экспериментальных исследований в психологии. Отдельная лекция касалась вопросов отношения души к телу и несостоятельности материализма. В 1912 году он читал курс «Экспериментальная психология в применении к педагогике».
С 1912 года до конца своей жизни он работал в Психологическом институте при Московском университете. Также он сотрудничал с АКБ им. Н. К. Крупской, Институтом детской дефективности, Институтом методов школьной работы и др.
В 1913 году появилась статья Рыбникова «Религиозные представления школьников» с результатами исследования по методу Х. Польмана на русских школьниках Московской, Смоленской и Тверской губерний. В ней был отмечен достаточно формальный, «заученный» характер ответов детей на вопросы о религиозных понятиях, отсутствие действительно религиозного чувства (то же самое отмечал Х. Польман в «Очерке по психологии ребенка школьного возраста» и у немецких детей).
Фактически, только в 1917 году он окончил Московский университет, сдав магистерские экзамены. В этом же году с лекции в Учительском доме «Психология и выбор профессии» началась многолетняя работа по изучению психологических основ выбора профессии. В 1918 году он организовал чтение цикла лекций по профориентации в Педагогическом музее Учительского дома. В этом же году вышла книга Рыбникова «Психология и выбор профессии».
Н. А. Рыбниковым "в марте 1919 года в Наркомпрос был представлен проект создания Биографического института… Целью его называлось «систематическое, всестороннее научное изучение человеческих биографий» и сохранение их для передачи «из поколения в поколение» «накопленного людьми жизненного опыта и навыков». Существование такого института как «особого учреждения, к тому же довольно дорогого», было признано нецелесообразным". Тогда Рыбников стал самостоятельно собирать жизнеописания рабочих, служащих, купцов и других. В 1920 году вышла его книга «Биографии и их изучение».
В конце 1930 года он был вынужден покинуть Психологический институт и поступил на работу в Центральную психофизиологическую лабораторию народного комиссариата связи. В 1938 году он смог вернуться в Институт психологии, где организовал кабинет истории психологии, в котором проводилась работа по собиранию, хранению, систематизации материалов и разработке документов по истории психологии.
К началу Великой Отечественной войны он занимал в Институте психологии должность директора кабинета истории психологии. Во время войны он исполнял обязанности директора института, продолжая заниматься научно-исследовательской работой; был награждён медалью «За оборону Москвы».
В послевоенные годы Рыбников изучал круг детских представлений и возможности использования художественной литературы в семейном воспитании, индивидуального подхода к учащимся в школьном обучении. Под его руководством была проведена научная работа по составлению словаря русского ребенка, для чего по его инициативе была создана специальная комиссия. Он собрал научную коллекцию дневников детского развития, составленных родителями, которые рассматривал как ценный материал, дополняющий результаты экспериментального изучения ребенка. Рыбниковым был составлен биобиблиографический словарь русских психологов за 200 лет, до сих пор не опубликованный.
Н. А. Рыбниковым был разработан биографический метод. В последний период своей деятельности он занимался разработкой проблем отечественной истории психологии, положив начало систематической разработке историографии русской и советской психологии.
Умер 31 марта 1961 года в Москве.